# Kamil Sulima
Kamil Sulima (ur. 2 kwietnia 1980) – polski koszykarz występujący na pozycji rzucającego obrońcy, obecnie zawodnik Dzików Warszawa.

## Osiągnięcia
Drużynowe
- Awans do:
  - PLK z Legią Warszawa (2000, 2017)
  - I ligi:
    - ze Zniczem Pruszków (2005)
    - z SKK Siedlce (2010)

Indywidualne
- Największy postęp PLK (2003 według Gazety)[1]